# Aleksandr Winogradow (kajakarz)
Aleksandr Winogradow (ros. Александр Юрьевич Виноградов, ur. 10 listopada 1951 w Moskwie) – radziecki kajakarz, kanadyjkarz (Rosjanin). Dwukrotny złoty medalista olimpijski z Montrealu.
W igrzyskach brał udział dwukrotnie (IO 76, IO 80). W 1976 triumfował w kanadyjkowych dwójkach na dystansie zarówno 500, jak i 1000 metrów. Partnerował mu Serhij Petrenko. Pięć razy stawał na podium mistrzostw świata, sięgając po trzy złota (C-2 500 m: 1974, 1975; C-2 10000 m: 1971), jedno srebro (C-2 500 m: 1979) i jeden brązowy medal (C-2 1000 m: 1975).